# Il Monitore valdostano
Il Monitore Valdostano è un settimanale della carta stampata diffuso nella regione Valle d'Aosta e nel Piemonte, fondato da Ennio Pedrini nel 1953.
Il settimanale è stato unito, per un periodo, al periodico Corriere di Torino.

## Direttori
Tra i primi direttori si può citare il torinese Aristide Tutino che nel 1957 fondò il settimanale Piemonte Sportivo. Tutino fu uomo di fiducia di Ennio Pedrini, fondatore del Monitore, e scomparso a 83 anni nel 2005.

## Sezioni
A metà degli anni novanta, alle rubriche dedicate alla cronaca locale, come l'Informazione dalla Bassa Valle , le Pagine dal Canavese, si aggiungono Curiosità e fatti strani dall'Italia e dall'estero di Vincenzo Iorio, e ancora La posta di Jais e Marie.
È presente anche una parte in lingua francese, della redazione di Martigny, intitolata Le Moniteur Valdôtain.
Ulteriori rubriche sono lo Zibaldone di pensieri di Oscar Perruchon, Il Commento di Federico Jacquin, L'Osservatorio di Ottavio Giovanetto.